# Maclura africana
Maclura africana är en mullbärsväxtart som först beskrevs av Bur., och fick sitt nu gällande namn av Edred John Henry Corner. Maclura africana ingår i släktet Maclura och familjen mullbärsväxter. Inga underarter finns listade i Catalogue of Life.